# Ryan Zinke
Ryan Keith Zinke (Bozeman, 1º novembre 1961) è un politico ed ex militare statunitense, membro della Camera dei Rappresentanti per lo stato del Montana dal 2023 ed in precedenza dal 2015 al 2017. Inoltre, Zinke è stato Segretario degli Interni degli Stati Uniti d'America dal 2017 al 2019 nell'amministrazione Trump.

## Biografia

### Formazione
Zynke ha conseguito un BS presso l'Università dell'Oregon, un MBA presso l'Università Nazionale ed un master presso l'Università di San Diego.

### Carriera militare
Ryan Zinke ha prestato servizio presso i U.S. Navy SEALs dal 1985 al 2006, quando è andato in pensione con il grado di comandante. Durante la sua carriera militare ha prestato servizio come membro dello United States Naval Special Warfare Development Group tra il 1990 ed il 1993 e nuovamente tra il 1996 ed il 1999. È stato insignito di due Bronze Star Medal e di quattro Medaglie al servizio meritevole.

### Carriera politica

#### Deputato al Congresso statunitense
Nella primavera del 2014, Zinke annunciato la sua intenzione di candidarsi per la Camera dei rappresentanti dal distretto at-large, seggio ricoperto dal repubblicano Steve Daines, il quale voleva candidarsi per il Senato degli Stati Uniti. Zinke ha vinto le primarie del partito con 43.766 voti (33,25%), confrontandosi poi con il democratico John Lewis. Zinke è stato eletto il 4 novembre 2014, con oltre 200.000 voti, pari al 56%.

#### Segretario degli Interni (2017-2019)
Il 13 dicembre 2016 venne indicato dal presidente eletto Donald Trump come nuovo segretario degli interni. Il 1º marzo 2017 il Senato approvò la sua nomina con 68 voti a favore e si insediò il giorno stesso. Durante il suo mandato fece aprire alcuni terreni federali per l'esplorazione e l'estrazione di petrolio, gas e altri minerali, sollevando una serie di polemiche su questioni etiche, tanto da costringere l'ufficio dell'ispettore generale del dipartimento degli interni ad aprire un'inchiesta. Il 15 dicembre 2018 il presidente Trump annunciò che si sarebbe dimesso da segretario all'inizio dell'anno successivo, poiché, a detta sua, aveva ripetutamente violato le regole etiche e aver mentito agli investigatori. Il suo mandato fu inoltre travolto da vari scandali, inclusa la sua insistenza affinché venissero eretti speciali pennoni in modo che le bandiere potessero essere alzate o abbassate quando era in residenza, spendendo oltre 200.000 dollari dei contribuenti per fare ciò. La sua carica di segretario cessò definitivamente il 2 gennaio 2019, venendo sostituito dal suo vice David Bernhardt.

#### Ritorno da deputato
Nel 2022 fu rieletto alla Camera dei rappresentanti per il neo-nato 1° distretto del Montana entrando poi in carica il 3 gennaio 2023.

## Vita privata
Zynke è sposato con Lolita Zynke, nata Hand, e la coppia ha tre figli: Jennifer, Wolfgang e Konrad.